# Siarczan dimetylu
Siarczan dimetylu, (CH
3O)
2SO
2 – organiczny związek chemiczny z grupy siarczanów, ester kwasu siarkowego i metanolu. Stosowany jest jako czynnik metylujący w syntezie organicznej.

## Właściwości
Jest bezbarwną oleistą cieczą o zapachu przypominającym zapach cebuli. Jak wszystkie silne czynniki alkilujące jest silnie toksyczny. Jako substrat w reakcjach chemicznych został do pewnego stopnia zastąpiony przez triflan metylu (CF
3SO
3CH
3, ester metylowy kwasu trifluorometanosulfonowego).

## Otrzymywanie
Siarczan dimetylu może być otrzymywany w drodze różnych reakcji chemicznych, z których najprostsza jest estryfikacja kwasu siarkowego z metanolem:
2CH
3OH + H
2SO
4 → (CH
3)
2SO
4 + 2H
2O
Innym sposobem jest destylacja wodorosiarczanu metylu:
2CH
3HSO
4 → H
2SO
4 + (CH
3)
2SO
4
Siarczan dimetylu jest również produktem reakcji azotynu metylu i chlorosiarczanu metylu:
CH
3ONO + CH
3OSO
2Cl → (CH
3)
2SO
4 + NOCl
W Stanach Zjednoczonych siarczan dimetylu jest produkowany komercyjnie od lat 20. XX wieku. Powszechnym procesem jest reakcja eteru dimetylowego z tritlenkiem siarki.
(CH
3)
2O + SO
3 → (CH
3)
2SO
4

## Zastosowanie
Siarczan dimetylu jest stosowany głównie jako substrat w reakcjach metylowania fenoli, amin i tioli. Zwykle grupa metylowa jest wprowadzana do cząsteczki w czasie krótszym niż sekunda. Wprowadzenie grupy metylowej odbywa się według mechanizmu SN2. Chociaż siarczan dimetylu jest bardzo skuteczny i tani, jego toksyczność sprawia, że jest zastępowany przez inne reagenty. Jodometan jest stosowany jako reagent w reakcji O-metylowania, gdyż jest bardziej bezpieczny, choć droższy. Węglan dimetylu, który jest mniej toksyczny zarówno od siarczanu dimetylu, jak i jodometanu, może być stosowany w reakcji N-metylowania.

### O-Metylowanie
Siarczan dimetylu jest może być stosowany do metylowania fenoli. Niektóre alkohole również ulegają metylowaniu, w tym tert-butanol, który ulega przekształceniu w eter tert-butylowo-metylowy (MTBE):
2(CH
3)
3COH + (CH
3)
2SO
4 → 2(CH
3)
3COCH
3 + H
2SO
4
Alkoholany ulegają gwałtownemu metylowaniu:
RO−
Na+
 + (CH
3)
2SO
4 → ROCH
3 + Na(CH
3OSO
3)
Metylowanie węglowodanów siarczanem dimetylu zostało opracowane przez Waltera Hawortha i jest nazywane metylowaniem Hawortha.

### N-Metylowanie
Siarczan dimetylu jest stosowany do otrzymywania czwartorzędowych soli amoniowych i soli iminiowych:
6H
5CH=NC
4C
9 + (CH
3)
2SO
4 → [C
6H
5CH=N+
(CH
3)C
4C
9][CH
3OSO−
3]
Czwartorzędowe sole amoniowe są stosowane jako surfaktanty lub zmiękczacze. Metylowanie amin aromatycznych można pokazać na przykładzie reakcji:
CH
3C
6H
4NH
2 + 2(CH
3)
2SO
4 + 2NaHCO
3 → CH
3C
6H
4N(CH
3)
2 + 2Na(CH
3OSO
3) + 2CO
2 + 2H
2O

### S-Metylowanie
Podobnie do metylowania alkoholi, tiole są łatwo metylowane przez siarczan dimetylu:
RS−
Na+
 + (CH
3)
2SO
4 → RSCH
3 + Na(CH
3OSO
3)
S-Metylowaniu ulegają również sulfiniany, a produktem tej reakcji są sulfony metylowe:
p-CH
3C
6H
4SO−
2Na+
 + (CH
3)
2SO
4 → p-CH
3C
6H
4SO
2CH
3 + Na(CH
3OSO
3)
Jest też stosowany do otrzymywania tioestrów metylowych:
RCOSH + (CH
3)
2SO
4 → RCOSCH
3 + HOSO
3CH
3

### Inne zastosowania
Siarczan dimetylu bywa używany do sekwencjonowania DNA. Przy pH ≤ 7 na zimno przerywa łańcuch DNA przy adeninie, a przy pH = 7 na gorąco przy guaninie[niewiarygodne źródło?].

## Zagrożenia
Siarczan dimetylu jest kancerogenem, mutagenem, substancją toksyczną, niebezpieczną dla środowiska i podatną na hydrolizę, czynnikiem korozyjnym. Jego bezpośrednie działanie mutagenne polega na metylowaniu zasad purynowych i pirymidynowych DNA, powodując ich rozsunięcie. Powstają wtedy mutacje typu krótkich insercji lub delecji podczas replikacji DNA[niewiarygodne źródło?]. Niektórzy zaliczają go do potencjalnych broni chemicznych. Siarczan dimetylu jest wchłaniany przez skórę, błonę śluzową i układ pokarmowy. Objawy zatrucia występują z opóźnieniem, zwykle 6–24 godzin. Stężone roztwory zasad (np. amoniaku) mogą być użyte do zneutralizowania poprzez hydrolizę mniejszych wycieków, jednak reakcja z większymi ilościami siarczanu dimetylu może być niebezpieczna. Chociaż siarczan dimetylu ulega hydrolizie pod wpływem wody, nie może być ona użyta do zneutralizowania go w wystarczająco krótkim czasie. Produktami hydrolizy siarczanu dimetylu w warunkach zasadowych są odpowiednie siarczany (sole kwasu siarkowego, np. siarczan amonu, siarczan sodu) i metanol.

## Historia
Siarczan dimetylu został odkryty na początku XIX wieku. P. Claesson prowadził następnie zakrojone na szeroką skalę badania nad jego otrzymywaniem.